# Фрада
Фрада (др.-перс. Frâda) — мятежник, поднявший восстание против Ахеменидов в Маргиане в VI веке до н. э. В советской историографии считался вождём «первого народного движения в истории народов СССР».
В марте 522 году до н. э. маг по имени Гаумата захватил власть в империи Ахеменидов, утверждая, что он брат законного царя Камбиса II (незадолго до этого брат Камбиса Бардия был тайно убит). Камбис сразу же выступил против узурпатора, но он умер прежде чем добрался до Персии. Поэтому Гаумата правил в течение нескольких месяцев. Но вскоре родственник Камбиса Дарий и ещё шесть знатных персов убили узурпатора (29 сентября). Дарий стал царем и столкнулся с серьезным кризисом: почти во всех сатрапиях государства вспыхнули восстания. Самым крупным из них был бунт в Мидии во главе с Фраортом (Фравартишем). Его восстание распространилось на север до Армении и на восток до Парфии. На востоке также восстала Маргиана.
Лидером маргианского мятежа был некий Фрада, который, возможно, был сатрапом Маргианы. Так как Маргиана была не самой значительной частью империи Ахеменидов, никаких действий сразу не было предпринято. Однако в конце весны 521 года до н. э. мидяне были побеждены. Тогда сатрап Бактрии Дадаршиш выдвинулся против мятежников, которым он нанес поражение 28 декабря 521 года до н. э.
Вот, что сказано о восстании Фрады в Бехистунской надписи, высеченной по приказу Дария:
«Говорит Дарий-царь: Страна, называемая Маргианой, отложилась от меня. Один человек, по имени Фрада, маргиаш, был провозглашен ими правителем. Тогда я послал к персу Дадаршишу, моему подчиненному, сатрапу в Бактрии, [и] так ему сказал: „Иди [и] разбей войско, которое не признает меня“. Дадаршиш войском двинулся [и] дал бой маргианам. Ахурамазда мне помог! По воле Ахурамазды войско мое разбило мятежное войско наголову. Это было в 23-й день месяца ассиядия, произошло сражение. После этого страна стала моей.»
Согласно арамейскому варианту текста 55 423 маргианца было убито, а взято в плен 6972. Эти числа, возможно, преувеличены.